# Austerocardiochiles rufithorax
Austerocardiochiles rufithorax är en stekelart som först beskrevs av Günther Enderlein 1906.  Austerocardiochiles rufithorax ingår i släktet Austerocardiochiles och familjen bracksteklar. Inga underarter finns listade.